# 水野さや
水野さや（みずの さや、1970年- ）は、日本の仏教美術史学者、金沢大学教授。

## 人物・来歴
愛知県生まれ。金沢美術工芸大学（芸術学専攻）卒業、2002年名古屋大学大学院文学研究科博士後期課程修了、「八部衆像の成立と展開に関する研究‐中国・韓国における7～10世紀の作例を中心に」で文学博士。大東文化大学国際関係学部准教授、金沢美術工芸大学美術工芸学部美術科芸術学専攻及び美術工芸研究所教授を経て、2024年より金沢大学人間社会学域人文学類教授。

## 著書
- 『図説韓国の国宝』河出書房新社 ふくろうの本 2011
- 『韓国仏像史 三国時代から朝鮮王朝まで』名古屋大学出版会 2016
- 『八部衆像の成立と展開』中央公論美術出版, 2017.12

## 論文
- <水野さや